# Navata
Navata és un municipi de la comarca de l'Alt Empordà, de la qual pràcticament constitueix el límit occidental. Limita amb la comarca del Pla de l'Estany, entre els rius Manol i Fluvià, a prop de la Garrotxa, formant part del territori anomenat Garrotxa d'Empordà. Hi ha grans camps de cereals, oliveres i pinedes. En els seus terrenys plans es conrea per damunt de tot el blat. Té també ramaderia bovina, porcina i aviram. La muntanya del Mont queda força a prop i s'admira des de tot el terme municipal.
El terme de Navata està format pels darrers contraforts meridionals del massís del Mont, entre els cursos del Manol (al nord) i el Fluvià (al sud). La riera Àlguema, afluent del Manol, atravessa el terme de ponent a llevant.
S'hi ha construït el camp de golf de Torremirona, amb gran incidència en les activitats econòmiques del poble, que inclou una urbanització i un gimnàs, a part d'un hotel. Ha suposat un creixement del sector de serveis i de la construcció.

## Geografia
- Llista de topònims de Navata (Orografia: muntanyes, serres, collades, indrets..; hidrografia: rius, fonts...; edificis: cases, masies, esglésies, etc).

El 1846 Navata va incorporar el terme de Canelles, fruit de la política de reducció del número de municipis. En el cens del 1970 incorpora l'antic municipi de Taravaus (annexat a Navata el 1969, però transferit al municipi de Vilanant el 1996)
| Entitat de població | Habitants (2023) |
| Navata              | 1.049            |
| Torremirona         | 380              |
| Canelles            | 36               |
| Font: Idescat       |                  |

## Demografia
| 1497 f | 1515 f | 1553 f | 1717 | 1787 | 1857  | 1877  | 1887  | 1900 | 1910  |
| ------ | ------ | ------ | ---- | ---- | ----- | ----- | ----- | ---- | ----- |
| 52     | 48     | 58     | 465  | 752  | 1.137 | 1.109 | 1.022 | 969  | 1.047 |

| 1920  | 1930 | 1940 | 1950 | 1960 | 1970 | 1981 | 1990 | 1992 | 1994 |
| ----- | ---- | ---- | ---- | ---- | ---- | ---- | ---- | ---- | ---- |
| 1.054 | 922  | 862  | 881  | 701  | 645  | 610  | 659  | 666  | 666  |

| 1996 | 1998 | 2000 | 2002 | 2004 | 2006 | 2008  | 2010  | 2012  | 2014  |
| ---- | ---- | ---- | ---- | ---- | ---- | ----- | ----- | ----- | ----- |
| 685  | 663  | 708  | 753  | 826  | 980  | 1.080 | 1.158 | 1.254 | 1.262 |

| 2016  | 2018  | 2020  | 2022  | 2024  | 2026 | 2028 | 2030 | 2032 | 2034 |
| ----- | ----- | ----- | ----- | ----- | ---- | ---- | ---- | ---- | ---- |
| 1.329 | 1.313 | 1.427 | 1.465 | 1.469 | -    | -    | -    | -    | -    |

## Història
L'any 1019 la parròquia de Sant Pere de Navata fou donada a la Canònica de la Seu de Girona. El 1089 els senyors de Navata, Adalbert Gausbert i la seva muller Alamburga s'esmenten en l'acta de restauració de la vida monàstica a Santa Maria de Lledó. En el jurament de fidelitat que els nobles del comtat de Besalú reteren al comte Bernat II, en una data posterior al 1070 , s'esmenta en primer lloc Guillermus Bernardi o Adalberti de Navata.
En el conveni de fidelitat de Guillem Hug, fill de Sança, a Bernat II de Besalú, de l'any 1090 , signa Arnal Bernard de Navata. Ha estat assenyalat que aquests documents són els primers en els quals es troba emprat el cognom "de Navata" per part dels senyors del lloc. Entre 1072 i 1093 Bernat Adalbert prestà homenatge al bisbe Berenguer pel castell i per l'església de Navata. Els canonges de Santa Maria de Lladó tingueren propietats a Navata, que quedaren confirmades mitjançant una butlla del papa Calixt II de l'any 1124 .
L'any 1190, el rei Alfons donà en feu la vila de Peralada a Bernat de Navata i a la seva muller Ermessenda. Els anys 1226 i 1227 Arnau de Navata, és anomenat senyor de Peralada i consta com a feudatari del vescomte Dalmau de Rocabertí. L'any 1249 Ermessenda, filla d'Arnau de Navata, es casà amb Dalmau de Rocabertí, fill de Jofre. Així fou com la baronia de Navata passà a mans de la família vescomtal. Guerau de Rocabertí, fill d'Ermessenda de Navata i del vescomte Dalmau, heretà el domini de Navata. En morir sense fills, Navata passà al seu germà Jofre IV de Rocabertí i continuà, des de llavors, unida al vescomtat.

## Indrets d'interès

### Església parroquial de Sant Pere de Navata
Temple del segle xvii amb pintures murals del segle xviii molt ben conservades.

### Església deSant Pere de Can Miró de Navata

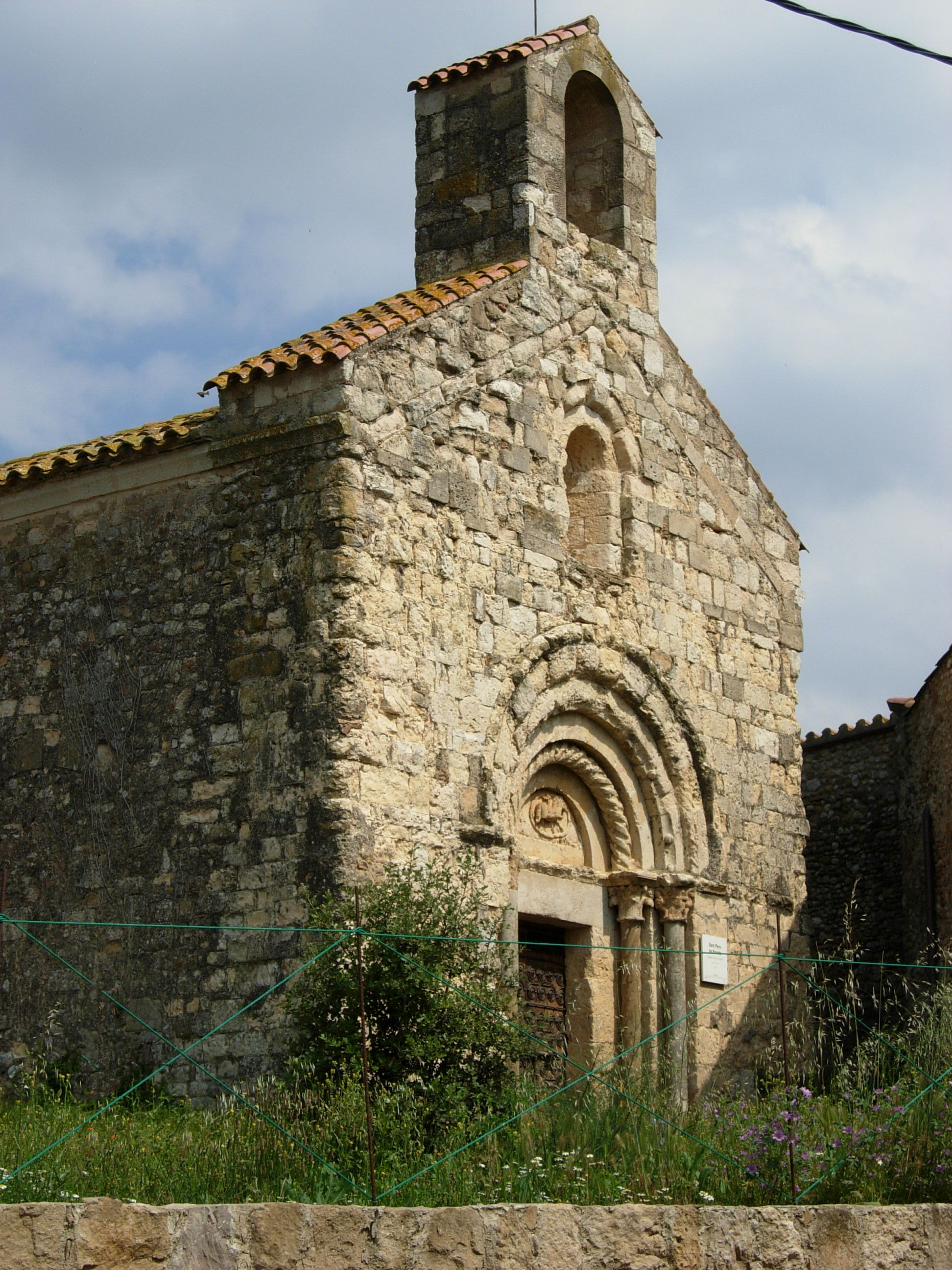
Sant Pere de Can Miró

Església romànica, documentada de l'any 1019. Fou l'església del poble fins al segle xviii. Té vestigis de pintures murals a les parets i una portalada esculpida. En procedeix l'estàtua de la Mare de Déu de Navata, conservada al Museu Nacional d'Art de Catalunya. Està situada als afores del poble, al petit veïnat de Can Miró. A l'abril s'hi acostumava a celebrar un aplec de sardanes.

### Castell de Navata
El castell és conegut també com a "Castell dels Moros", ja que al segle VIII hi hagué un probable palau dels moros. Conserva una torre circular, un mur amb espitlleres i restes d'una capella. Al solar de l'actual castell, hi hagué una probable vil·la romana (segle iii). És una fortalesa documentada per primera vegada en el segle xi. Estava situada en el comtat de Besalú, en el terme parroquial de Sant Pere de Navata. En aquest segle es van signar diversos pactes entre els senyors de Navata i el bisbe de Girona en els que els primers es comprometien a defensar la parròquia de Sant Pere i la seva sagrera. L'any 1099 Bernat Adalbert de Navata va donar el castell al comte de Besalú, en canvi de rebre'l després com a feu. Gairebé un segle més tard, en 1190, el rei Alfons I cedí en feu a Bernat de Navata la vila de Peralada. El 1249 Ermessenda de Navata i el Far es va casar amb Dalmau IV de Rocabertí. A partir d'aquest moment les possessions dels Navata passaren a la família dels Rocabertí. En 1272 l'infant Pere, que actuava com a lloctinent de Jaume I, va permutar amb Dalmau de Rocabertí els castells de Navata i de Vilademuls, tot i que aquesta família continuà exercint com a senyors del castell de Navata.

### Església deSant Esteve de Canelles
Romànica. Esmentada al 855 com a possessió del monestir de Santa Maria de la Grassa. Depenia de la parròquia de Romanyà d'Empordà.

### Muralla i nucli històric
Petit nucli històric de carrers estrets amb restes de l'antiga fortificació. Al carrer de la muralla, per exemple, les façanes estan construïdes sobre el llenç meridional de l'antic recinte fortificat (segles XV-XVI) perquè, tot i que l'origen del poble és del s. XIII, la majoria de cases del poble són dels segles xvii i XVIII. Algunes cases del centre han estat molt modificades i restaurades, però s'han conservat moltes finestres i portes amb carreus amb dates i inscripcions gravades originals.

## Festes
- Festes de Primavera. Inclou la Nit de la Poesia i els Patis de Primavera
- Festa Major (pel Carme)
- La Pujada a la Mare de Déu del Mont (setembre)
- Setmana Cultural (tardor)
- Quines
- Pessebre Vivent
- Festa de Sant Antoni

## Associacions i entitats de Navata
- Amics de Navata[5][cal citació]
- AMPA Col·legi Joaquim Vallmajó[cal citació]
- AMPA Llar d'infants Belluguets[cal citació]
- Futbol: Club Futbol Navata
- C.E.N. Club Esportiu Navata[cal citació]
- Navent, associació cultural i recreativa del jovent de Navata.[cal citació]
- Associació de caça[cal citació]
- Associació de Veïns Horts de la Creu[cal citació]
- Àugia, associació per a la recuperació de fonts i els seus espais naturals.[cal citació]
- Germandat de Donadors de Sang[cal citació]
- Companyia Policrac[cal citació]

## Navatencs il·lustres
- Joaquim Vallmajó (Navata, 1941 – Ruanda, 1994): Missioner. A la fi de 1965 va arribar a Ruanda, i l'any 1994, als 53 anys, va ser arrestat pel Front Patriòtic Ruandès, torturat i assassinat. Va ser una veu de denúncia de l'enfrontament ètnic i el genocidi. L'escola de Navata porta el seu nom.
- Remei Martínez-Marí (Barcelona, 1930 – Navata, 2006): Pintora i poeta.
- Jordi Roura i Goicoechea (Barcelona, – Navata, 2010): Mestre i escultor. Cofundador de l'escola de disseny ELISAVA.
- Anton Casamor (Barcelona, 1907 – Cervià de Ter, 1979): Escultor, pintor i col·leccionista. A Navata, s'hi trobava la Fundació Casamor.